# Tetragonia hirsuta
Tetragonia hirsuta är en isörtsväxtart som beskrevs av Carl von Linné d.y.. Tetragonia hirsuta ingår i släktet tetragonior, och familjen isörtsväxter. Inga underarter finns listade i Catalogue of Life.